# Malgassapeira baton
Malgassapeira baton là một loài bướm đêm trong họ Geometridae.